# Benzododecinium bromide
Benzododecinium bromide (tên hệ thống dimethyldodecylbenzylammonium bromide) là một hợp chất amoni bậc bốn được sử dụng làm chất khử trùng và khử trùng (hệ số phenol là 20-30). Nó hòa tan cao trong nước và có tính chất của chất hoạt động bề mặt cation.
Benzododecinium bromide có tác dụng chống Gram dương vi khuẩn. Ở nồng độ thấp hơn, hoạt động của nó chống lại các vi sinh vật gram âm có điều kiện (như Proteus, Pseudomonas, Clostridium tetani, v.v.) là không chắc chắn. Nó không hiệu quả chống lại Mycobacterium tuberculosis và bào tử vi khuẩn. Giải trình dài hơn có thể làm bất hoạt một số virus.
Benzododecinium bromide là một thành phần hoạt động trong sản phẩm khử trùng nhãn hiệu Ajatin được sản xuất tại nước cộng hòa Séc. Thay cho bromide, cation benzododecinium có thể được sử dụng với chloride hoặc anion khác.